# 洞 (行政区划)
洞（：／ dong */?）是朝鮮半島的一种行政区划。其地位約等同於臺灣的村里，中國大陸的行政村、社区以及日本的町等。

## 日治時期
在日韓合併初期，朝鮮半島依舊使用洞這一行政區劃，然而日本人占多數的移民村則改用日式的町（如：京城府明治町・本町）
1930年代末期，開始實行町名改制，將原先的洞強制改稱町（如京城府孔德洞→孔德町、桂洞→桂洞町）。

## 大韓民國
獨立後的大韩民国，將原先被改為町的行政區劃全數改回洞，並將原本被冠以日式名稱的地名改回原名。（如：明治町→明洞、長谷川町→小公洞）
現今的大韩民国將洞分为行政洞（：／ Haengjeong dong */?）与法定洞（：／ Beobjeong dong */?）兩種。

### 行政洞
市、區下設的行政區劃。又被稱為行政運營洞（행정운영동）。行政洞內設有洞住民中心（동주민센터、舊稱洞事務所）為當地居民提供服務。此外，也設立居民自治中心（주민자치센터），作為當地居民自治活動的基地。行政洞的管轄區域通常會根據市區法令更改而變更，因此時常發生變化。
有時行政洞與法定洞相同，但有時一個行政洞內有多個狹義的法定洞，或者一個大的法定洞內又分為多個行政洞。前者多見於舊城區中心附近，後者多見於新開發的郊區。例如：位於首爾舊市區的鐘路區，其中有「鍾路1・2・3・4街洞」是行政洞，下轄包含仁寺洞在內的28個行政洞，另一方面，位於郊區的冠岳區新林洞（法定洞）則有14個行政洞（新林主洞、新林1洞～新林13洞）

### 法定洞
用來表示住所地址及用來登記不動產地址的「正式」地名，相關的區域變更（如分洞或合洞）需要根據總統令或法律辦理手續。一般來說郵遞區號是根據法定洞來劃分的。

## 朝鮮民主主義人民共和國
洞在朝鲜民主主义人民共和国是一种城市行政区划，设于市辖区或市之下，如：平壤市普通江区域慶興洞。